# Lilla Gunnersgölen
Lilla Gunnersgölen är en sjö i Karlskrona kommun i Blekinge och ingår i Lyckebyåns huvudavrinningsområde.